# Ендрахт (Алст)
Спортивний клуб «Ендрахт» Алст (нід. Sportclub Eendracht Aalst) — бельгійський футбольний клуб з Алста, заснований у 1919 році. Виступає у Другій лізі. Домашні матчі приймає на стадіоні «П'єр Корнелісстадіон», місткістю 4 500 глядачів.

## Досягнення
- Друга ліга Бельгії: фінальний раунд
  - Чемпіон (2): 1991, 1994.

## Участь в єврокубках
| Сезон   | Турнір     | Раунд | Супротивник | Вдома | На виїзді | Сумарно |
| ------- | ---------- | ----- | ----------- | ----- | --------- | ------- |
| 1995/96 | Кубок УЄФА | 1     | Левські     | 1–0   | 2–1       | 3–1     |
|         |            | 2     | Рома        | 0–0   | 0–4       | 0–4     |